# Хермундури
Хермундури, (Hermunduri) германско племе блиско Свебима и Семнонима. Живели су на обалама Елбе. Око почетка наше ере населио је легат Илирика, Домиције Ахенобарб, један део Хермундура у некадашњу Маркоманску земљу између Мајне и Дунава. Тацит их у Аналима помиње три пута: кад говори како је њихов краљ Вибилије, уз помоћ Лугијаца, протерао Вануја кога је поставио Друс (12, 29), и како су ратовали против Хата око налазишта соли (13, 57 и дд.).